# Ocnophila riveti
Ocnophila riveti är en insektsart som beskrevs av Robert Walter Campbell Shelford 1913. Ocnophila riveti ingår i släktet Ocnophila och familjen Diapheromeridae. Inga underarter finns listade i Catalogue of Life.